# Drünkards
Drünkards war eine italienische Thrash-Metal-Band aus Bergamo, die im Jahr 1985 gegründet wurde und sich 1990 auflöste.

## Geschichte
Die Band wurde im Jahr 1985 gegründet und bestand aus Sänger und Gitarrist Giancarlo „Jun“ Carminati, Bassist Germano Minuti und den Brüdern Marco (E-Gitarre) und Andrea Veturri. Nachdem mit Drünkards (1985) und Lethal to Weak Ones (1986) zwei Demos veröffentlicht worden waren, wurde Luigi Mazzesi, Geschäftsleiter von LM Records, auf die Band aufmerksam und nahm diese unter Vertrag. Die Band war auf der Kompilation Heavy Rendezvous mit dem Lied Trooper of Death zu hören. Danach begab sich die Band in die Much More Music Studios in Florenz, um in zwei Sessions ihr Debütalbum Drünkards aufzunehmen. Das Album erschien europaweit mit einer Auflage von 2000 Stück. Danach folgten Auftritte in ganz Italien zusammen mit Bands wie Skanners. Im Sommer 1989 begab sich die Band erneut ins Studio, um das zweite Album No Trace of Sanity aufzunehmen. Die Veröffentlichung verzögerte sich mehrfach, sodass sich die Band im Januar 1990 auflöste. Im Jahr 1991 war die Band auf der Kompilation Italy 1991 von LM Records mit dem Lied A Woman Like You zu hören. Im Jahr 2009 wurde das bisher unveröffentlichte Album No Trace of Sanity im Zero Crossing Music Studio in Mozzo von Simone Pradin neu gemastert und über LM Records in der zweiten Hälfte des Jahres 2009 veröffentlicht. Das Album enthielt neben den neun Originalliedern, sechs Bonuslieder. Fünf Lieder hiervon stammten von dem Demo Lethal to Weak Ones.

## Stil
Die Band spielt klassischen Thrash Metal, wobei beim zweiten Album No Trace of Sanity vereinzelt Einflüsse aus dem Hard Rock hörbar sind.

## Diskografie
- Drünkards (Demo, 1985, Eigenveröffentlichung)
- Lethal to Weak Ones (Demo, 1986, Eigenveröffentlichung)
- Drünkards (Album, 1988, LM Records)
- No Trace of Sanity (Album, 2009, LM Records)